# Höga Atlas
Höga Atlas är en bergskedja i Marocko som innehåller de högsta topparna i det större bergsområdet Atlasbergen.